# Negativ

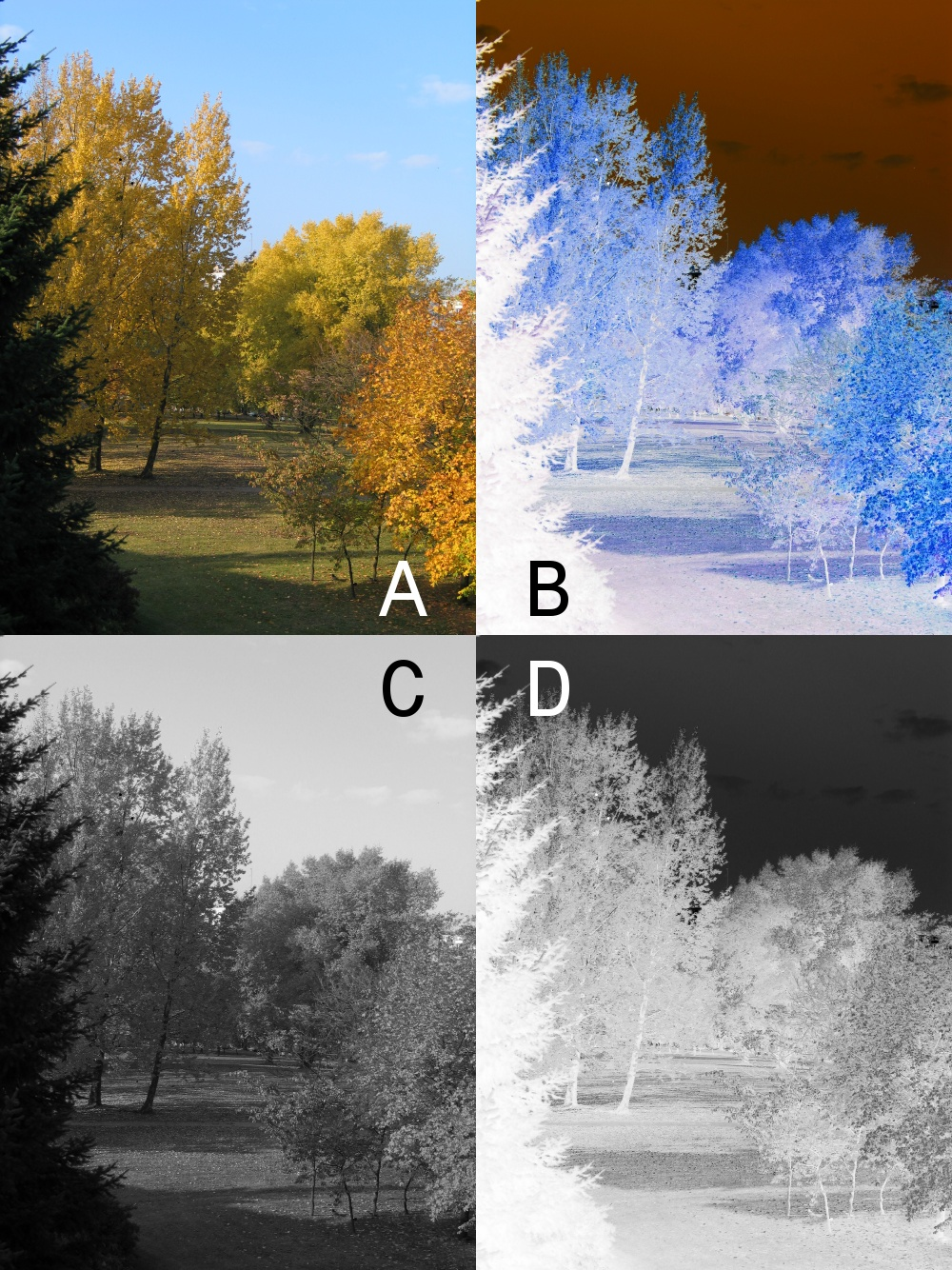
Barevný pozitivní obraz (A) a negativ (B), černobílý pozitiv (C) a jeho negativ (D)

Negativ (nebo negativní film z lat. negativus – převrácený) ve fotografii označuje film nebo skleněnou desku s obrazem, který vznikl osvětlením citlivého materiálu ve fotografickém aparátu a vyvoláním. Pozitivní obraz je normální obraz, jak jej vnímá naše lidské oko. Negativní obraz je tonální a barevná inverze pozitivního obrazu. Negativ je u černobílého filmu nejtmavší tam, kde byla fotografovaná scéna nejvíce světlá a naopak nejprůhlednější tam, kde byla fotografovaná scéna nejtmavší. U barevného filmu jsou negativní barvy vzájemnými doplňkovými barvami, například modrá odpovídá žluté, červená azurové, zelená purpurové atp.

## Historie

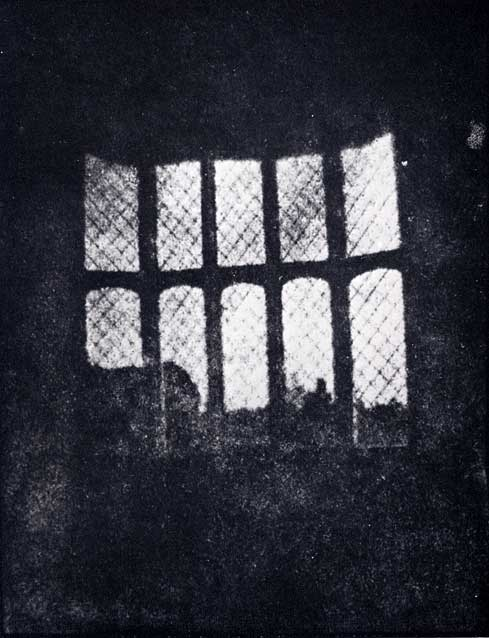
První negativ na světě, který pořídil William Fox Talbot v srpnu 1835, sbírka National Media Museum

První negativ na světě pořídil William Fox Talbot v srpnu 1835. Jednalo se o okno v South Gallery of Lacock Abbey. První negativ na skleněnou desku pořídil v roce 1839 vynálezce John Herschel. Jedna z prvních Herschelových fotografií na skle (z roku 1839), zobrazuje lešení po dvanáctimetrovém teleskopu jeho otce ve Slough poblíž Londýna těsně před jeho demolicí. Byl také první, kdo použil pojmy negativ a pozitiv a snímek. Jedním z prvních fotografů, který používal papírové negativy byl Henri Victor Regnault.

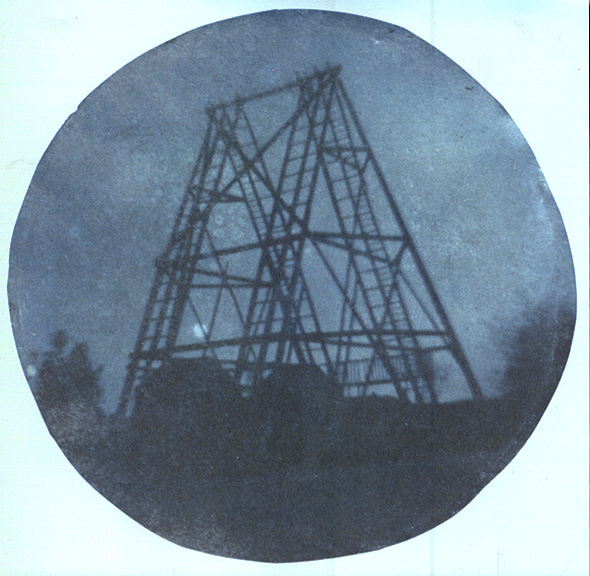
Jedna z prvních Herschelových fotografií na skle (z roku 1839), lešení po dvanáctimetrovém teleskopu jeho otce ve Slough poblíž Londýna